# 厄氏似弱棘魚
厄氏似弱棘魚，為輻鰭魚綱刺尾鯛目弱棘魚科似弱棘魚屬的其中一種，分布於印尼海域，棲息深度42-60公尺，體長可達13.7公分，生活在沙石底質海域，為底棲性魚類，屬肉食性，生活習性不明。

## 擴展閱讀
維基物種上的相關：厄氏似弱棘魚